# Руда (Хунедоара)
Руда (рум. Ruda) насеље је у Румунији у округу Хунедоара у општини Гелари. Oпштина се налази на надморској висини од 842 m.

## Историја
Према државном шематизму православног клира Угарске 1846. године у месту "Руда" било је 44 породице, са придодатим филијарним, 27 из Појенице и 25 из Плопа. Православни парох био је поп Јован Поповић.

## Становништво
Према подацима из 2002. године у насељу је живело 208 становника, од којих су сви румунске националности.